# 金相导
金相导（韩语： Gim Sangdo，1987年5月29日—），韩国男子射击运动员，2022年世界射击锦标赛混合团体10米气步枪银牌得主、2022年亚洲运动会男子10米气步枪团体银牌得主。